# Kamagondanahalli, Sira
Kamagondanahalli là một làng thuộc tehsil Sira, huyện Tumkur, bang Karnataka, Ấn Độ.